# Экблад, Стина
Стина Оса Мария Экблад (швед. Stina Åsa Maria Ekblad; род. 26 февраля 1954, деревня Солф, Остроботния, Финляндия) — шведскоязычная финская актриса.

## Биография

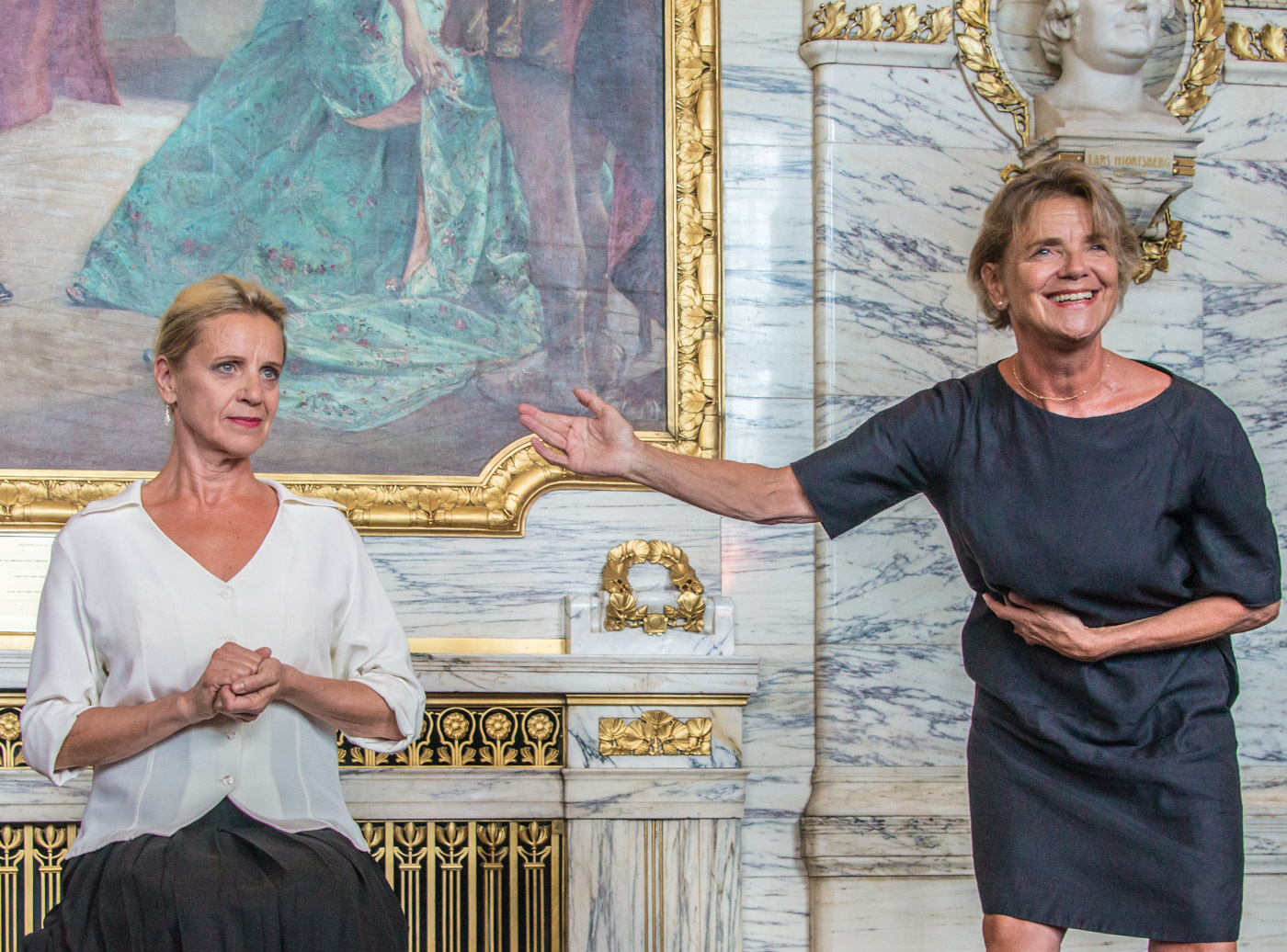
Ильва Экблад и Стина Экблад в спектакле по пьесе Фридриха Шиллера «Мария Стюарт»

Родилась в деревне Солф в финской провинции Остроботния в шведской семье. Не имея возможности получить образование на родном языке в Финляндии, в семнадцать лет переехала в Данию, где окончила школу и поступила в театральное училище. Как актриса в течение девяти лет работала в театре города Оденсе. В 1975 году состоялся её дебют на телевидении: она получила роль в финско-шведском телесериале Amirika. В 1980 году переехала в Стокгольм и поступила в Стокгольмский городской театр. В 1988 году перешла в Королевский драматический театр. Одновременно начала преподавать в Стокгольмском высшем театральном училище.
Актёрский стиль Экблад характеризуется яркой, но мягкой манерой исполнения и глубоким погружением в образ. Известно её выступление с чтением Евангелия от Марка. В кино Экблад отмечена премией «Золотой жук» за роль Агнес фон Крусеншерна в фильме режиссёра Май Сеттерлинг Amorosa (1986) и роль Теа в фильме режиссёра Бо Видерберга Ormens väg på hälleberget (1986). В дальнейшем она ещё дважды номинировалась на эту награду: за 1996 и 2009 годы.
Помимо этого, Экблад воплотила на экране несколько разноплановых женских образов: холодную и бесполую Исмаэль в фильме Fanny och Alexander (1982), душевную Сири фон Эссен в телесериале August Strindberg ett liv (1985), жёсткую женщину-режиссёра в Livsfarlig film (1988). Среди главных ролей — маркиза де Сад в телефильме Ингмара Бергмана Markisinnan de Sade (1992). Также на протяжении 2000-х—2010-х годов она неоднократно появлялась в роли следователя Карин Линдер в сериале об инспекторе Курте Валландере.
В августе 2017 года Экблад выступила в качестве ведущего программы Sommarpratare на P1.

## Семья
Муж Стины Экблад — актёр Ян Долата. У пары есть общий сын и трое дочерей от предыдущего брака Долаты.
Младшая сестра Стины Экблад, Ильва, также является актрисой. Сёстры Экблад вместе играли в спектаклях, в том числе гастролировали в Швеции и Финляндии со спектаклем по пьесе Кристины Лугн Idlaflickorna.

## Избранные театральные работы
| Год  | Роль                   | Спектакль автор                                                     | Режиссёр                   | Театр                           |
| ---- | ---------------------- | ------------------------------------------------------------------- | -------------------------- | ------------------------------- |
| 1980 | Рассказчик             | Århundradets kärlekssaga Мярта Тикканен                             | Кристин Ольсони            | Стокгольмский городской театр   |
| 1980 | Арисия                 | Till Fedra Пер Улов Энквист                                         | Гунилла Берг               | Стокгольмский городской театр   |
| 1982 | Глория Битти № 85      | Maratondansen Хорас Маккой и Рэй Герман                             | Фред Йельм                 | Стокгольмский городской театр   |
| 1983 | —                      | När man har känslor Мария Ютуни                                     | Кристин Ольсони            | Стокгольмский городской театр   |
| 1984 | Розалинда              | «Как вам это понравится» Уильям Шекспир                             | Джон Кейрд                 | Стокгольмский городской театр   |
| 1986 | Хелен                  | Parken Бото Штраус                                                  | Ян Могор                   | Стокгольмский городской театр   |
| 1987 | Тинтомара              | Drottningens juvelsmycke Карл Юнас Луве Альмквист                   | Петер Оскарсон             | Королевский драматический театр |
| 1988 | Маркиза де Мертей      | «Опасные связи» Кристофер Хэмптон                                   | Бригитта Орнстейн          | Королевский драматический театр |
| 1989 | Рене, маркиза де Сад   | «Маркиза де Сад» Юкио Мисима                                        | Ингмар Бергман             | Королевский драматический театр |
| 1990 | Беатриче               | Beatrice, Rappaccinis dotter Октавио Пас                            | Пиа Форсгрен               | Королевский драматический театр |
| 1993 | Изабелла               | «Мера за меру» Уильям Шекспир                                       | Леннарт Юльстрём           | Королевский драматический театр |
| 1994 | Инга                   | Systrar, bröder Стиг Ларссон                                        | Стиг Ларссон               | Королевский драматический театр |
| 1994 | Фрёкен                 | Spöksonaten Август Стриндберг                                       | Анджей Вайда               | Королевский драматический театр |
| 1995 | Medea                  | «Медея» Еврипид                                                     | Леннарт Юльстрём           | Королевский драматический театр |
| 1996 | Syster Finland         | Spelet om lyckan och framtiden Ларс Лёфгрен и Кай Лундгрен          | Агнета Эренсверд           | Королевский драматический театр |
| 1996 | —                      | «Душа, родившаяся где-то» Марина Цветаева                           | Стина Экблад Хенрик Брамсё | Королевский драматический театр |
| 1996 | —                      | Kabaré… tre år kvar…                                                | Леннарт Юльстрём           | Королевский драматический театр |
| 1997 | Лаура                  | Fadren Август Стриндберг                                            | Стаффан Вальдемар Хольм    | Королевский драматический театр |
| 1998 | Раймон Шандебис        | Leva loppan Жорж Фейдо                                              | Терье Мерли                | Королевский драматический театр |
| 1999 | Ольга                  | «Три сестры» Антон Чехов                                            | Стаффан Вальдемар Хольм    | Королевский драматический театр |
| 2000 | Титания Ипполита       | «Сон в летнюю ночь» Уильям Шекспир                                  | Джон Кейрд                 | Королевский драматический театр |
| 2002 | Феникс                 | Andromaque Жан Расин                                                | Матс Эк                    | Королевский драматический театр |
| 2002 | Мария, фрейлина Оливии | «Двенадцатая ночь» Уильям Шекспир                                   | Джон Кейрд                 | Королевский драматический театр |
| 2003 | Мамаша Кураж           | «Мамаша Кураж и её дети» Бертольд Брехт                             | Андерс Паулин              | Королевский драматический театр |
| 2004 | Ши Мо                  | «Три ножа из страны Вэй» Гарри Мартинсон                            | Стаффан Вальдемар Хольм    | Королевский драматический театр |
| 2004 | Порция                 | «Венецианский купец» Уильям Шекспир                                 | Матс Эк                    | Королевский драматический театр |
| 2006 | Федра, жена Тесея      | «Федра» Жан Расин                                                   | Карл Дунер                 | Королевский драматический театр |
| 2007 | Алиса                  | Dödsdansen I & II Август Стриндберг                                 | Джон Кейрд                 | Королевский драматический театр |
| 2008 | Гернтруда              | «Гамлет» Уильям Шекспир                                             | Стаффан Вальдемар Хольм    | Королевский драматический театр |
| 2009 | миссис Пейдж           | «Виндзорские насмешницы» Уильям Шекспир                             | Джон Кейрд                 | Королевский драматический театр |
| 2009 | женщина                | Flicka i gul regnjacka Юн Фоссе                                     | Гуннель Линдблум           | Королевский драматический театр |
| 2010 | Ариэль                 | «Буря» Уильям Шекспир                                               | Джон Кейрд                 | Королевский драматический театр |
| 2011 | Барбро                 | Idlaflickorna Кристина Лугн                                         | Вибеке Бильке              | Королевский драматический театр |
| 2012 | Хуммель                | Spöksonaten Август Стриндберг                                       | Матс Эк                    | Королевский драматический театр |
| 2013 | Лена                   | Som löven i Vallombrosa Ларс Норен                                  | Вибеке Бильке              | Королевский драматический театр |
| 2015 | Мария Стюарт           | «Мария Стюарт» Фридрих Шиллер                                       | Петер Конвичны             | Королевский драматический театр |
| 2016 | Эрна                   | Presidenterna Вернер Шваб                                           | Стаффан Вальдемар Хольм    | Королевский драматический театр |
| 2017 | —                      | Ritter, Dene, Voss Томас Бернхард                                   | Гуннель Линдблум           | Королевский драматический театр |
| 2017 | Алхимик                | Alkemistens hemlighet — Guldmakarna på Drottningholm Патрик Сёрлинг | Патрик Сёрлинг             | Театр дворца Дроттнингхольм     |
| 2017 | Иокаста Эвридика       | «Эдип/Антигона» Софокл                                              | Эйрик Стубё                | Королевский драматический театр |
| 2018 | Осе                    | Peer Gynt Генрик Ибсен                                              | Михаэль Тальхаймер         | Королевский драматический театр |

## Избранная фильмография
- 1982 — Avskedet
- 1982 — Fanny och Alexander
- 1985 — August Strindberg: Ett liv (телесериал)
- 1985 — När man har känslor (телетеатр)
- 1985 — Den stora illusionen
- 1986 — Skuggan av Henry (телесериал)
- 1986 — Amorosa
- 1986 — Ormens väg på hälleberget
- 1988 — Livsfarlig film
- 1990 — Kaninmannen
- 1990 — Vänner, kamrater
- 1991 — Agnes Cecilia — en sällsam historia
- 1995 — Pensionat Oskar
- 1997 — Heta lappar
- 1998 — Aspiranterna (телесериал)
- 1999 — En liten film (телесериал)
- 1999 — Färden
- 1999 — Magnetisörens femte vinter
- 1999 — Manden som ikke ville dø
- 1999 — På sista versen
- 1999 — Mitt i livet (телесериал)
- 2000 — Trolösa
- 2000 — Gossip
- 2000 — Skärgårdsdoktorn (телесериал)
- 2001 — Så vit som en snö
- 2001 — Beck — Mannen utan ansikte
- 2002 — Heja Björn (телесериал)
- 2002 — Suxxess
- 2002 — Talismanen (телесериал)
- 2002 — Tusenbröder (телесериал)
- 2003 — Afgrunden
- 2003 — Talismanen (телесериал)
- 2004—2007 — Krönikan (телесериал)
- 2004 — Rånarna
- 2004 — Skymning
- 2004 — The Return of the Dancing Master
- 2005 — Blodsbröder
- 2005 — Som en tjuv om natten (короткометражный фильм)
- 2005 — Wallander — Byfånen
- 2005 — Wallander — Bröderna
- 2005 — Wallander — Afrikanen
- 2005 — Wallander — Mastermind
- 2006 — Isabella (телесериал)
- 2006 — Sökarna — Återkomsten
- 2006 — Wallander — Den svaga punkten
- 2006 — Wallander — Fotografen
- 2006 — Wallander — Täckmanteln
- 2006 — Wallander — Luftslottet
- 2006 — Wallander — Jokern
- 2006 — Wallander — Hemligheten
- 2007 — Dödsdansen I—II
- 2007 — Hjemve
- 2007 — Hjälp! (телесериал)
- 2007 — August (телесериал)
- 2008 — Livet i Fagervik (телесериал)
- 2009 — Det enda rationella
- 2009 — Prick och Fläck snöar in
- 2009 — Scener ur ett kändisskap
- 2009 — Wallander — Hämnden
- 2009 — Wallander — Skulden
- 2009 — Wallander — Kuriren
- 2009 — Wallander — Tjuven
- 2009 — Wallander — Cellisten
- 2009 — Wallander — Prästen
- 2009 — Wallander — Läckan
- 2009 — Wallander — Skytten
- 2010 — Pax
- 2010 — Wallander — Indrivaren
- 2010 — Wallander — Vålnaden
- 2011 — Borgen (телесериал)
- 2011 — Hotell Gyllene Knorren — filmen
- 2012 — Bröllop i Italien
- 2012 — Den röda vargen
- 2013 — Kommissarien och havet (телесериал)
- 2013 — Inte flera mord
- 2013 — Wallander — Sveket
- 2013 — Wallander — Saknaden
- 2013 — Wallander — Mordbrännaren
- 2013 — Wallander — Sorgfågeln
- 2014 — En levande själ
- 2014—2016 — Tjockare än vatten (телесериал)
- 2017 — Trollvinter i Mumindalen (озвучивание)

## Дискография
- «… liksom av drömmens озвучиваниеer sjungen». Robert Schumann och hans diktare. Керстин Нюландер, фортепиано; Бенгт Росенгрен, гобой; Стина Экблад, речитатив. Daphne Records 1998

## Награды и премии
- 1986 — премия Курта Линдера[3];
- 1987 — премия «Золотой жук» за лучшей актрисе за роль Агнес фон Крусеншерна в фильме Amorosa и Теа в фильме Ormens väg på hälleberget[3];
- 1990 — премия Фонда шведской культуры в Финляндии[3];
- 1995 — премия Юджина О’Нилла[3];
- 1999 — медаль Литературы и искусств (Швеция)[3];
- 2005 — премия Йёста Экмана;
- 2006 — театральная премия газеты «Свенска дагбладет»;
- 2007 — театральная премия Шведской академии[3];
- 2023 — Pro Finlandia[8].